# Božurište
Božurište (in bulgaro Божурище?) è un comune bulgaro situato nella Regione di Sofia di 6 820 abitanti (dati 2009). La sede comunale è nella località omonima.

## Località
Il comune è formato dall'insieme delle seguenti località:
- Božurište (sede comunale)
- Gurmazovo
- Deljan
- Herakovo
- Hrabărsko
- Mala Rakovica
- Požarevo
- Proleša
- Rosoman
- Zlatuša